# Haschbach am Remigiusberg
Haschbach am Remigiusberg é um município da Alemanha localizado no distrito de Kusel, estado da Renânia-Palatinado.
Pertence ao Verbandsgemeinde de Kusel.